# Xi Ursae Majoris
Ula Australis (ξ UMa / ξ Ursae Majoris / Xi Ursae Majoris) è un sistema stellare multiplo, formato da almeno quattro componenti, che si trova a 27,3 anni luce di distanza dal sistema solare. Le sue due componenti più massicce sono stelle gialle di sequenza principale. La principale è una variabile RS Canum Venaticorum.

## Osservazione
Ula Australis è posta nella parte più meridionale della costellazione dell'Orsa Maggiore, in corrispondenza dei piedi di questa figura mitologica, al confine con la costellazione del Leone Minore. Nel bordo meridionale della costellazione, gli astronomi arabi avevano individuato un asterismo, detto del Salto della gazzella, costituito da tre coppie di stelle disposte lungo l'asse sud-est nord-ovest. La prima coppia è proprio quella formata da Ula Australis e Ula Borealis (mentre le altre due sono formate rispettivamente da Tania Borealis e Tania Australis e da Talitha Borealis e Talitha Australis).
Posta a 31° gradi sopra l'equatore celeste, non avendo una posizione marcatamente boreale, che la maggior parte delle altre stelle della costellazione invece presenta, offre buone possibilità di osservazione anche nell'emisfero australe. È infatti invisibile solo nelle regioni antartiche. Tuttavia apparirà bassa all'orizzonte nord nelle regioni più meridionali del continente sudamericano. Diventa circumpolare oltre il 59º parallelo nord.
Posta a circa un grado e mezzo più a sud della poco più brillante Ula Borealis (Ula Australis ha magnitudine apparente 3,79, mentre Ula Borealis 3,49), le due stelle non formano una coppia fisica: anzi Ula Borealis dista da noi 15 volte di più di Ula Australis.
Sebbene ad occhio nudo appaia come una stella singola, già un modesto telescopio è in grado di risolvere due componenti.

## Storia delle osservazioni
Ula Australis fu scoperta essere una binaria visuale da Sir William Herschel il 2 maggio 1780. Osservando, intorno al 1800, alcuni sistemi doppi, fra cui Ula Australis, circa vent'anni dopo la loro scoperta, Herschel si rese conto che essi dovevano essere legati gravitazionalmente fra di loro e che il loro movimento era di natura orbitale. Nel 1826 la posizione delle due componenti fu accuratamente misurata da Friedrich Georg Wilhelm von Struve. Queste precise osservazioni permisero a Félix Savary nel 1828 di calcolare le orbite delle due componenti usando le leggi della meccanica newtoniana. Si trattava del primo sistema stellare di cui si fosse riusciti a calcolare l'orbita. Il calcolo fu poi perfezionato nel 1829 da Sir John Herschel, figlio di William. Poiché il sistema stellare di Ula Australis è costituito da due componenti di brillantezza quasi uguale, non troppo vicine fra loro e aventi un periodo non troppo lungo, è stata oggetto di continue osservazioni dalla scoperta di Herschel e ci sono stati numerosi tentativi di calcolarne con esattezza l'orbita. Fu proprio in seguito a queste continue osservazioni che fu scoperto nel 1905 da parte dell'astronomo e matematico danese Niels Erik Norlund che una delle componenti del sistema presentava delle piccole oscillazioni che egli correttamente interpretò essere dovute alla presenza di un'altra componente invisibile agli strumenti disponibili.

## Caratteristiche

### Orbita delle componenti principali

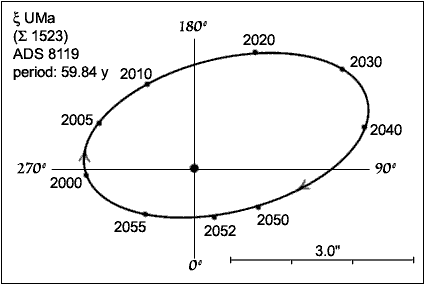
L'orbita della Ula Australis AB

I sistemi stellari multipli tendono a disporsi in coppie strette che orbitano le une intorno alle altre. È quanto avviene anche con il sistema di Ula Australis. Infatti entrambe le componenti visuali sono binarie spettroscopiche, cioè stelle doppie troppo vicine per poter essere risolte con i telescopi a nostra disposizione. La principale è stata chiamata Ula Australis Aa e la sua vicina compagna Ula Australis Ab. Le stelle dell'altra coppia sono state chiamate Ula Australis Ba e Bb. L'orbita delle due componenti visuali è una delle meglio studiate e conosciute. Esse orbitano l'una intorno all'altra con un periodo di 59,878 anni. L'orbita è molto eccentrica (e=0,398) e inclinata rispetto alla nostra visuale di 122°. Il semiasse maggiore dell'orbita è di 2,53 secondi d'arco. Da questo valore e dalla distanza stimata si deduce che le due componenti ottiche distano fra loro mediamente 21,2 UA (circa 3,2 miliardi di km), ma l'eccentricità dell'orbita le avvicina fino a 13,4 UA (circa 2 miliardi di km) al periastro e le allontana fino a 29,6 UA (circa 4,4 miliardi di km) all'afastro.

### La coppia Aa-Ab
Le due componenti spettroscopiche Aa e Ab orbitano l'una intorno all'altra con un periodo di 1,832 anni in un'orbita molto eccentrica (e=0,53), inclinata di circa 95°. Il semiasse maggiore dell'orbita è di 57 mas. Se questi dati sono corretti, allora i due corpi della coppia si avvicinano fino a 0,8 UA (circa 120 milioni di km) al periastro e si allontanano fino a 2,6 UA (circa 419 milioni di km) all'afastro.
La principale Aa è una stella di sequenza principale di classe spettrale G0, di massa simile a quella del Sole (105% della massa solare). Essa ha una temperatura superficiale di 5950 ± 30 K (leggermente superiore a quella solare, che è di 5778 K), che assieme a un raggio leggermente superiore a quello del Sole (1,04 R⊙) le fornisce una luminosità un po' maggiore di quella della nostra stella (1,1 L⊙). Alla distanza calcolata di 27,3 anni luce, questa luminosità fornisce alla componente Aa una magnitudine apparente 4,41. Ha un'abbondanza di metalli più bassa di quella solare (30% di quella del Sole) e data la sua attività cromosferica relativamente bassa e una somiglianza delle linee del Ca-II a quelle solari si stima che abbia un'età superiore ai due miliardi di anni.
La componente Aa è una sospetta variabile RS Canum Venaticorum che varia la sua luminosità di 0,01 magnitudini. Le variabili di questo tipo presentano un'attività magnetica simile a quella del Sole, ma con un'energia di molte decine di volte maggiore. Questo magnetismo produce della macchie stellari, cioè delle regioni in cui la temperatura della fotosfera è minore, molto estese. L'estensione delle macchie è tale da provocare una diminuzione della luminosità della stella. La variabilità viene determinata dal fatto che, ruotando su se stessa, la stella espone all'osservatore in modo alternato la zona interessata dalle macchie e quella non interessata. Poiché le variabili RS Canum Venaticorum hanno tutte una compagna, l'elevata attività magnetica deve essere legata in qualche modo alle interazioni fra la variabile e la sua compagna, ma non sono ancora del tutto chiari gli esatti meccanismi che producono tale intensa attività.
La secondaria della componente A è molto meno conosciuta della compagna, visto che è impossibile osservarla direttamente. Si suppone che si tratti di una stella di classe spettrale M3, con una massa di circa 0,37 M⊙ e una magnitudine apparente 11. Potrebbe avere un raggio di circa la metà di quello della sua più luminosa compagna.

### La coppia Ba-Bb
La coppia Ba-Bb è una binaria molto stretta: il periodo orbitale è di soli 3,98 giorni e la distanza fra le due componenti di soli 0,06 UA, corrispondenti a circa 9 milioni di km. L'orbita è perfettamente circolare, priva di eccentricità.
La principale della coppia, Ba, è una stella di sequenza principale, di classe spettrale G5. La sua temperatura superficiale è di 5650 ± 50 K, leggermente inferiore a quella del Sole e inferiore di circa 300 K rispetto alla componente Aa. Questo, unito a un raggio un po' inferiore a quello solare (0,91 R⊙), le conferisce una luminosità minore di quella della nostra stella (0,67 L⊙). La massa di Ba dovrebbe essere quindi inferiore a quella del Sole: si presume che abbia circa il 90% della massa del Sole. La luminosità di Ba, alla distanza calcolata di 27,3 anni luce, le conferisce una magnitudine apparente 4,87. Anche la metallicità di Ba è inferiore a quella del Sole e simile a quella di Aa.
C'è molto incertezza riguardo alla natura della componente Bb. Essa ha una massa superiore alle 35 MJ; tuttavia non è chiaro se si tratti di una nana bruna oppure di una stella arancione-rossa, appartenente alle ultime sottoclassi della classe spettrale K, con una massa circa la metà di quella del Sole.

### Ula Australis Bc?
Questa incertezza deriva dal fatto che la componente visuale B di Ula Australis sembra troppo luminosa per una stella della sua classe; inoltre la massa totale della componente B è calcolata essere 1,5 M⊙. Se il contributo di Ba è 0,9 M⊙, deve esistere una componente di circa 0,5 M⊙ che contribuisce alla componente B e alla sua luminosità. Tale componente è stata a volte identificata con la compagna spettroscopica di Ba, cioè Bb. Tuttavia pare improbabile che essa possa essere così vicina alla stella principale, sicché è stata supposta l'esistenza di un'altra componente più distante, che è stata chiamata Bc. Essa potrebbe essere una stella di classe K, distante 50 milliarcosecondi da Ba, che orbita intorno alla principale con un periodo di 2,2 o 2,9 anni.

### Ula Australis C?
Osservazioni rilevano la presenza di un'altra compagna a 54,3 secondi d'arco dal sistema, chiamata Ula Australis C. La sua classe è M8, ed ha magnitudine 15. Non è tuttavia chiaro se si tratti di una compagna fisica, legata gravitazionalmente al sistema, oppure se la vicinanza sia solo ottica. Se fosse fisicamente legata, sarebbe distante dalla coppia BA almeno 450 UA (67 miliardi di km) e completerebbe un'orbita intorno alle quattro o cinque sue compagne in almeno 5600 anni. Ula Australis è quindi sicuramente un sistema stellare quadruplo, ma potrebbe essere quintuplo o sestuplo.

## Etimologia
Il nome proprio Ula Australis significa "la (stella) sud di Ula". La parola Ula deriva dal sintagma arabo (al-Qafzah) al-Ūlā, che significa il primo (salto), in riferimento all'asterismo del Salto della Gazzella, essendo considerata la coppia Ula Australis-Ula Borealis il primo salto e le altre due coppie di stelle, rispettivamente, il secondo e il terzo salto. La specificazione australis (sud) è stata aggiunta in latino per distinguere Ula Australis da Ula Borealis, essendo Xi Ursae Majoris la stella più a sud della coppia. L'asterismo del Salto della Gazzella è stato così chiamato perché, essendo le tre coppie di stelle che lo formano poste al confine con la costellazione del Leone Minore, gli astronomi arabi avevano immaginato che rappresentassero i salti di una gazzella che saltasse per paura del leone a lei vicino.
In Cina la coppia Ula Australis-Ula Borealis era conosciuta come Hea Tae （下台）, che significa il dignitario basso, mentre le altre due coppie dell'asterismo erano chiamate il dignitario medio e il dignitario alto.